# Dirk Penkwitz
Dirk Penkwitz (* 1969 in Pinneberg) ist ein deutscher Fernsehmoderator.

## Leben
Dirk Penkwitz besuchte die Axel-Springer-Akademie und stand für RTL-Magazine wie Punkt 12, Life! Die Lust zu Leben und Life! - Total verrückt vor der Kamera. Seit dem 19. Februar 1999 moderierte er zusammen mit Birgit Schrowange die Unterhaltungssendung Life! - Total verrückt.
Ab dem 10. März 2003 präsentierte er auf Super RTL die Comedysendung Voll total. Dirk Penkwitz übernahm 2007 die Moderation der Musikshowreihe Alle Hits und die Show Guinness World Records – Die verrücktesten Rekorde aus aller Welt.